# Libnotes samoensis
Libnotes samoensis là một loài ruồi trong họ Limoniidae. Chúng phân bố ở miền Australasia.